# Олимп (альбом)
«Олимп» — шестой студийный альбом российского хип-хоп-исполнителя Тимати, выпущенный 27 апреля 2016 года, его собственным лейблом Black Star Inc. 27 мая стартовал одноимённый тур в поддержку альбома. 22 июля 2016 года состоялся финальный большой концерт в СК Олимпийский в Москве. В альбоме звучат совместные песни, которые Тимати исполнил совместно с Егором Кридом, Мотом, Леван Горозия, Скруджи, Григорием Лепсом, A-Studio и другими. Это последний альбом Тимати, который был выпущен на лейбле Black Star.

## Критика
В своей рецензии для портала The Flow Лёша Горбаш говорит, что такие музыканты как Тимати или Джиган ассоциируются с хип-хопом только у людей далёких от этой культуры, определяя жанр как поп-рэп. Сравнивая Тимати с Бастой и группой «25/17» Горбаш указывает, что последним удаётся транслировать настроения простых людей, что позволяет им находить отклик у слушателей, а Тимати только копирует какие-то отдельные элементы. Лёша Горбаш положительно отзывается о качестве музыкального сопровождения, созданного совместно с командой битмейкеров Diamond Style «по всем канонам актуального западного рэпа», но при этом отмечает неоднородность материала. В целом Горбаш характеризует альбом как «повторение пройденного, гипертрофированная конъюнктура и заказная реклама».

## Список композиций
| №                   | Название                                           | Текст песни              | Музыка | Длительность |
| ------------------- | -------------------------------------------------- | ------------------------ | --- | ------------ |
| 1.                  | «Домой» (feat. Павел Мурашов)                      | Тимати • Павел Мурашов   | Тимати • Павел Мурашов • Diamond Style Productions (Capella)                                                         | 3:05         |
| 2.                  | «Где ты, где я» (feat. Егор Крид)                  | Тимати • Павел Мурашов   | Тимати • Павел Мурашов • Джибриль Гибсон Кагни                                                                       | 4:42         |
| 3.                  | «Ключи от рая»                                     | Тимати • Павел Мурашов   | Павел Мурашов • Джибриль Гибсон Кагни                                                                                | 3:19         |
| 4.                  | «Новая русская мечта» (feat. Мот)                  | Тимати • Мот             | Джибриль Гибсон Кагни                                                                                                | 3:51         |
| 5.                  | «Мага»                                             | Тимати • Павел Мурашов   | Тимати • Павел Мурашов                                                                                               | 4:49         |
| 6.                  | «Баклажан» (feat. Рекорд Оркестр)                  | Тимати • Тимофей Копылов | Тимати • Павел Мурашов • Diamond Style Productions (Capella) • Тимофей Копылов • Алексей Барышев • Сергей Рыбчинский | 3:06         |
| 7.                  | «Дай мне уйти» (feat. Григорий Лепс)               | Тимати • Павел Мурашов   | Тимати • Павел Мурашов • Diamond Style Productions (Capella)                                                         | 4:06         |
| 8.                  | «Я хочу тебя» (feat. L’One)                        | Тимати • L’One           | Тимати • Павел Мурашов                                                                                               | 3:12         |
| 9.                  | «Девочка-конфета»                                  | Тимати • Павел Мурашов   | Diamond Style Productions (Capella)                                                                                  | 2:57         |
| 10.                 | «Домофон» (feat. Скруджи)                          | Тимати • Скруджи         | Diamond Style Productions (Capella)                                                                                  | 3:41         |
| 11.                 | «Конская сила»                                     | Тимати                   | Павел Мурашов | 3:42         |
| 12.                 | «Давай»                                            | Тимати • Павел Мурашов   | Джибриль Гибсон Кагни                                                                                                | 3:31         |
| 13.                 | «О последней любви на земле» (feat. Павел Мурашов) | Тимати • Павел Мурашов   | Джибриль Гибсон Кагни                                                                                                | 4:13         |
| 14.                 | «Маленький принц» (feat. А'Студио)                 | Тимати • Павел Мурашов   | Тимати • Павел Мурашов • Джибриль Гибсон Кагни                                                                       | 4:23         |
| 15.                 | «Олимп» (feat. Павел Мурашов)                      | Тимати • Павел Мурашов   | Diamond Style Productions (Capella)                                                                                  | 3:40         |
| 16.                 | «Финал» (feat. Антон Беляев)                       | Тимати • Павел Мурашов   | Павел Мурашов | 4:50         |
| Общая длительность: | Общая длительность:                                | Общая длительность:      | Общая длительность:                                                                                                  | 1:00:15      |

## Участники записи
- Тимати — артист альбома, автор слов, продюсер, автор музыки (треки 1, 2, 5, 6, 7, 8, 14)
- Capella — сопродюсер, автор музыки (треки 1, 6, 7, 9, 10, 15)
- Джибриль Гибсон Кагни — продюсер, автор музыки (треки 2, 3, 4, 12, 13, 14)
- Павел Мурашов — генеральный музыкальный продюсер, гостевой артист (треки 1, 13, 15), автор слов (треки 1, 2, 3, 7, 9, 12, 13, 14, 15, 16) автор музыки (треки 1, 2, 3, 5, 6, 7, 8, 11, 14, 16)
- Тимофей Копылов — музыкант, автор слов (трек 6), автор музыки (треки 6)
- Алексей Барышев — музыкант, автор музыки (трек 6)
- Сергей Рыбчинский — музыкант, автор музыки (трек 6)
- Леван Горозия — гостевой артист (трек 8), автор слов (треки 8)
- Мот — гостевой артист (трек 4), автор слов (трек 4)
- Егор Крид — гостевой артист (трек 2)
- Григорий Лепс — гостевой артист (трек 7)
- Скруджи — гостевой артист (трек 10), автор слов (трек 10)
- Антон Беляев — гостевой артист (трек 16)
- Рекорд Оркестр — гостевая группа (трек 6)
- А’Студио — гостевая группа (трек 14)
- Виктор Абрамов — исполнительный продюсер
- Константин «Косторч» Матафонов — сведение и запись
- Крис Герингер (Sterling Sound Mastering) — мастеринг